# Саннуа
Саннуа (фр. Sannois) — муниципалитет во Франции, в регионе Иль-де-Франс, департамент Валь-д'Уаз. Население — 25 349 человек (1999).
Муниципалитет расположен на расстоянии около 15 км северо-западнее Парижа, 16 км юго-восточнее Сержи.

## Демография
Динамика населения (Cassini и INSEE):

## Галерея изображений

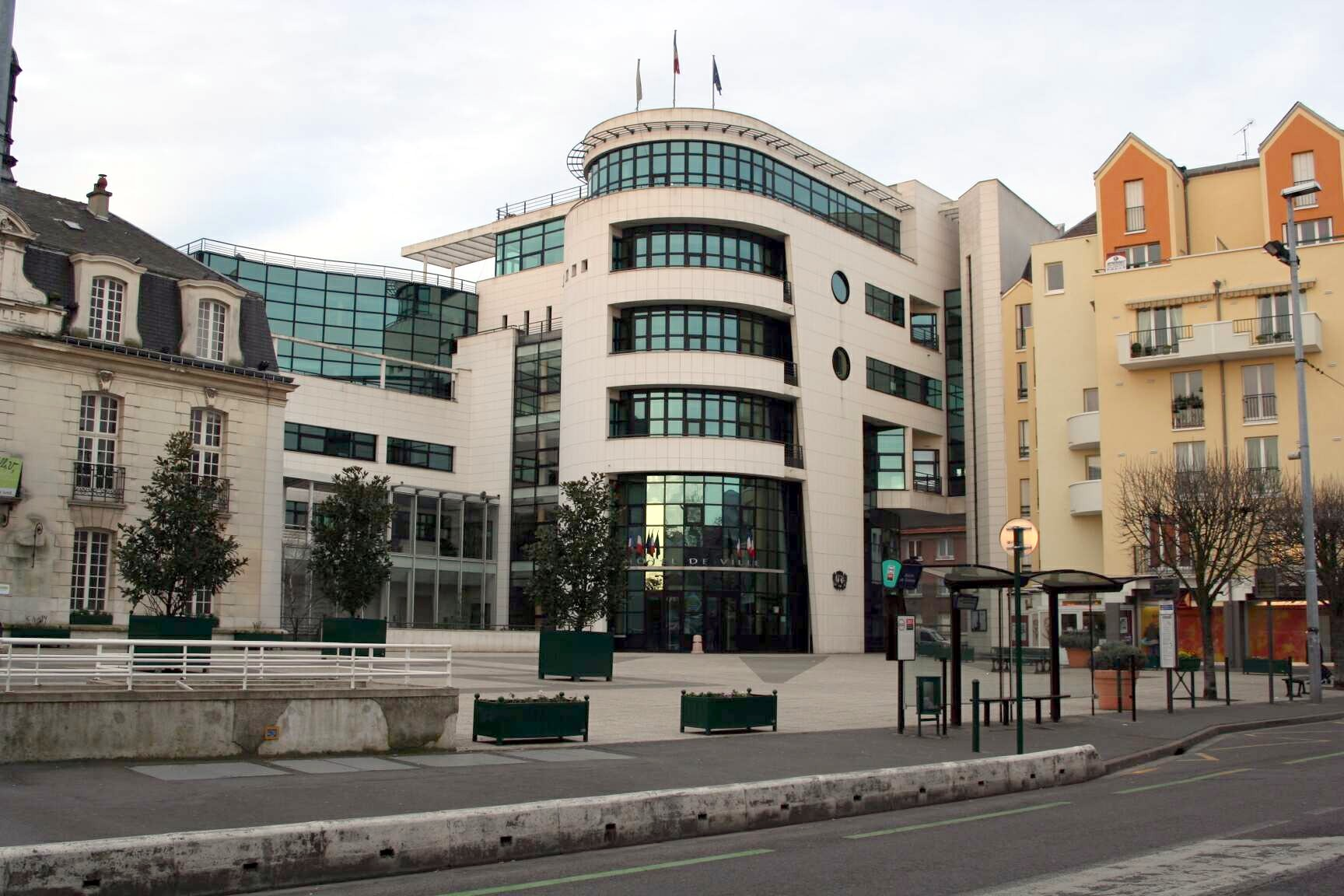
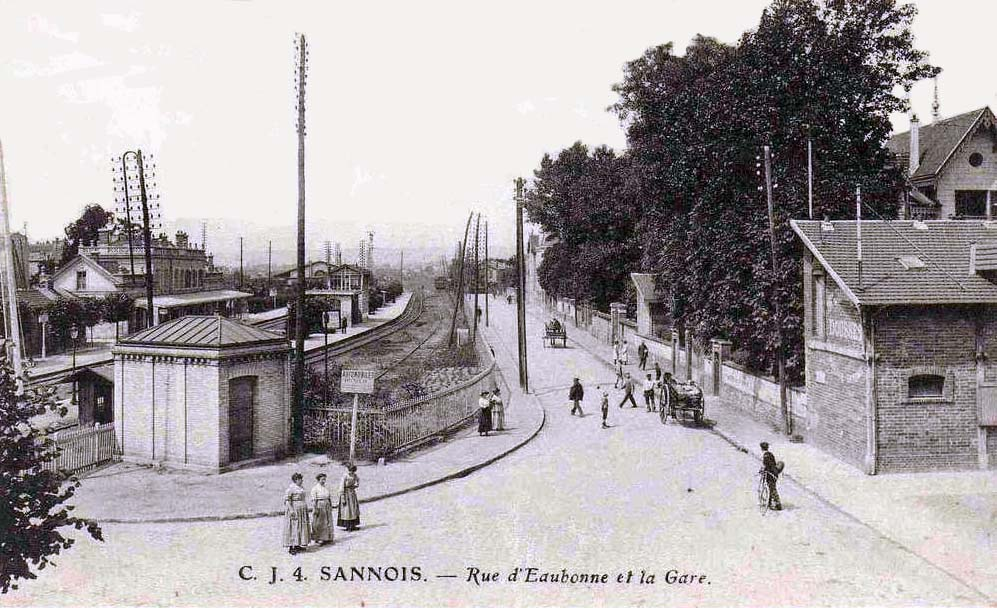
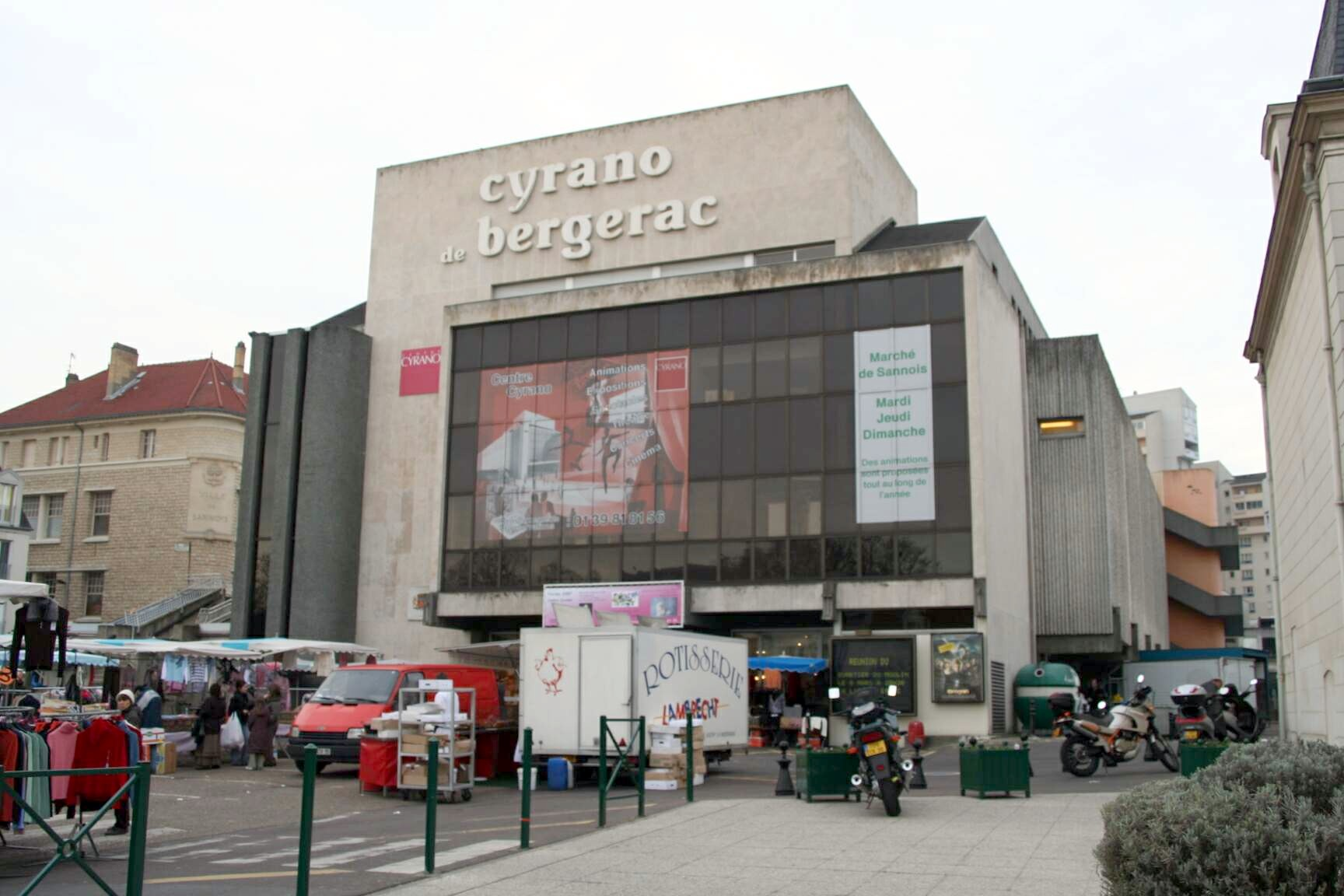
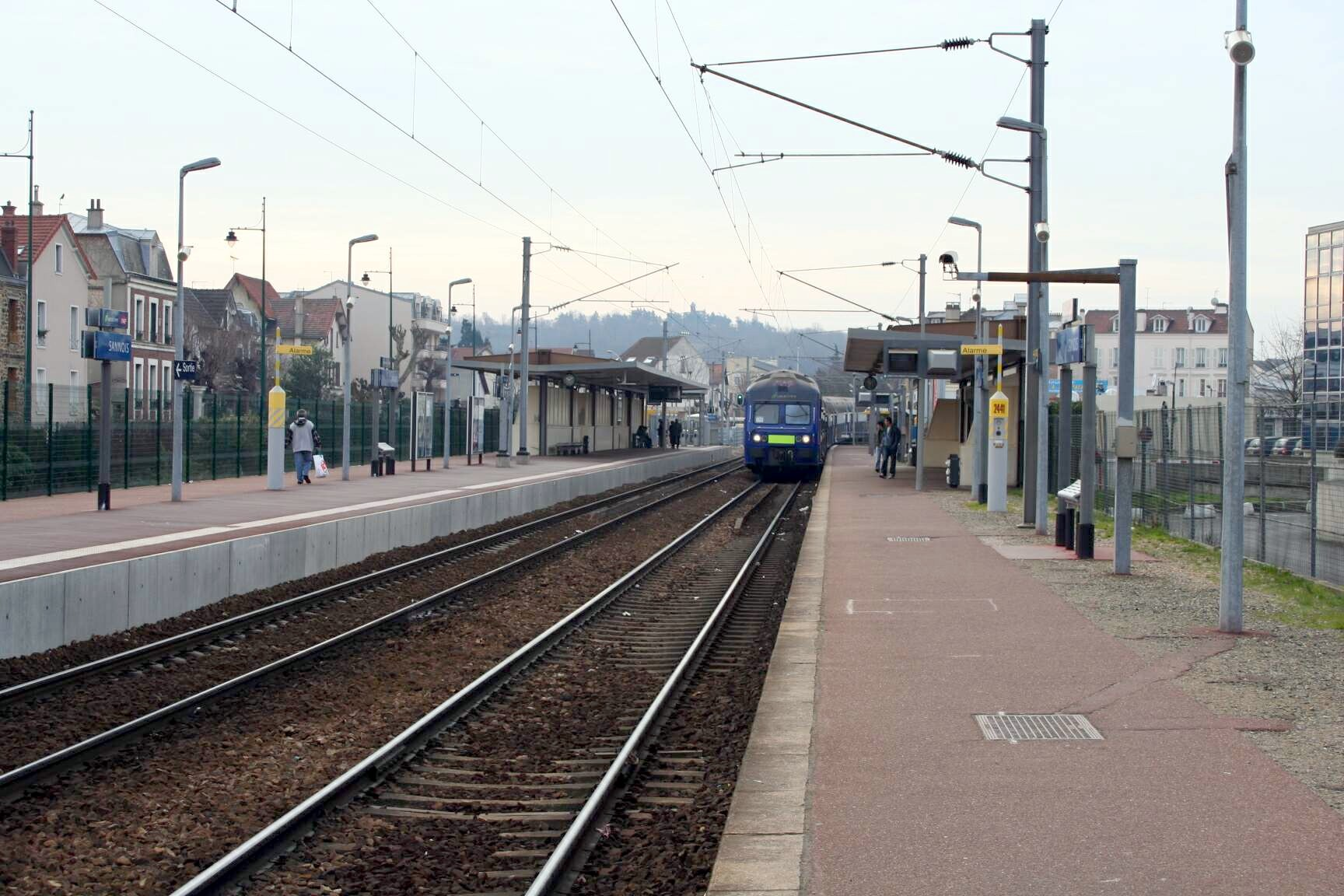
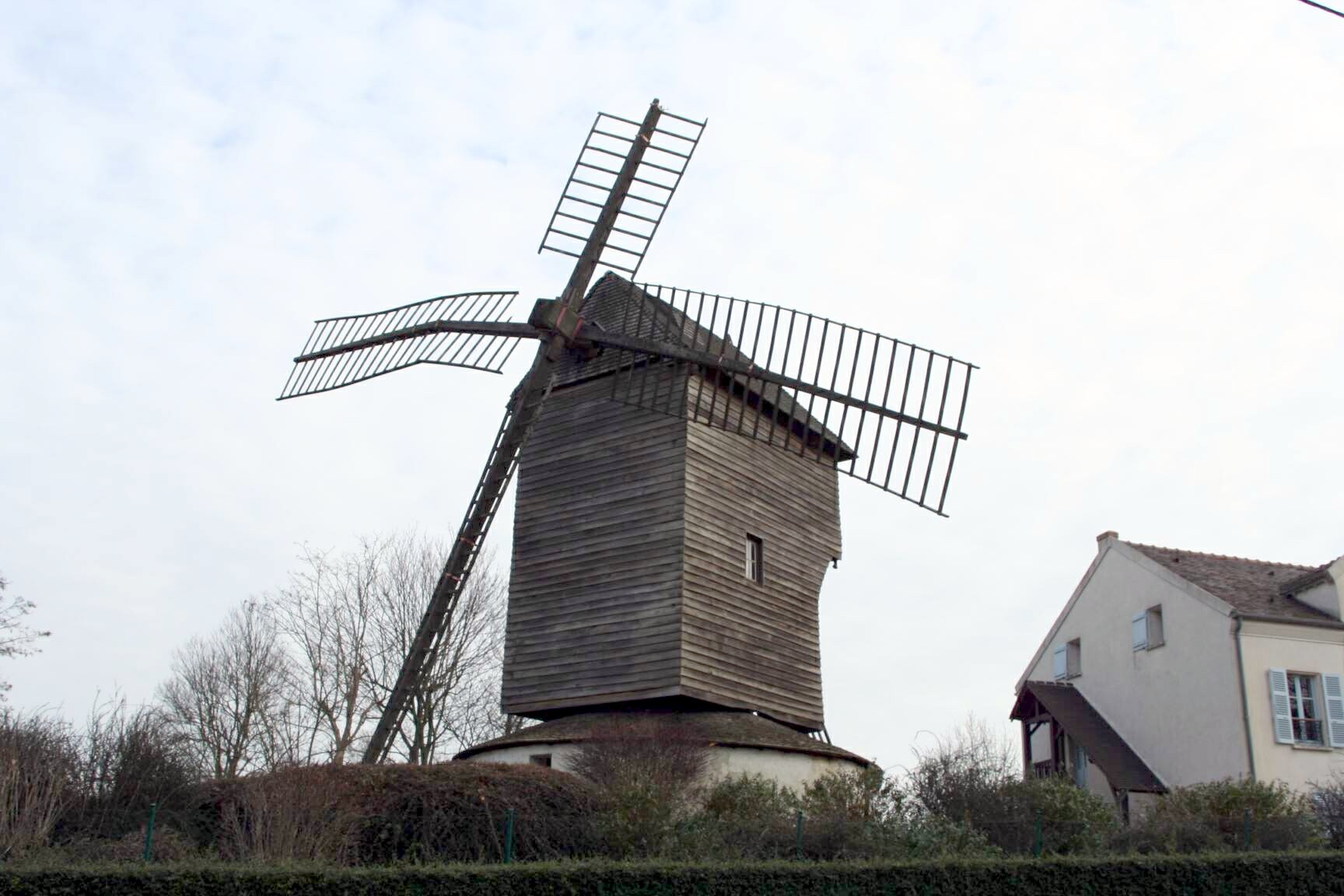